# سرحمام
سرحمام، روستایی است از توابع بخش رودبست شهرستان بابلسر در استان مازندران ایران.

## جمعیت
این روستا در دهستان پازوار قرار داشته و یکی از بزرگترین روستاهای دهستان پازوار میباشد
براساس آخرین سرشماری مرکز آمار ایران که در سال ۱۳۸۵ صورت گرفته، جمعیت آن ۱۴۵۳نفر (۳۸۵خانوار) بوده‌است.